# Vintermattvävare
Vintermattvävare (Tenuiphantes cristatus) är en spindelart som först beskrevs av Menge 1866.  Vintermattvävare ingår i släktet Tenuiphantes och familjen täckvävarspindlar. Arten är reproducerande i Sverige. Inga underarter finns listade i Catalogue of Life.